# Бауэр, Эрвин (автогонщик)
Э́рвин Ба́уэр (нем. Erwin Bauer; 17 июля 1912, Штутгарт — 2 июня 1958, Кёльн) — немецкий автогонщик, пилот Формулы-1.
Участвовал в своей единственной гонке Формулы-1 в сезоне 1953 года (Гран-при Германии) за команду автозаводов Айзенаха. Выступал за рулём машины Veritas, в которой стартовал под № 33. Сошёл с трассы на втором круге. В 1954 году заменил Колина Чепмена в гонке 1000 километров Нюрбургринга в составе команды Lotus и занял 4 место в классе автомобилей с 1500-кубовыми двигателями. В 1958 году занял в этой же гонке 10 место, однако не понял, что финишировал, и продолжил ездить в боевом режиме. Бауэр попытался обогнать медленно идущую машину, вылетел с трассы и врезался в деревья. От полученных травм Эрвин Бауэр скончался.

## Результаты выступлений в Формуле-1
| Сезон | Команда        | Шасси      | Двигатель      | Ш | 1   | 2   | 3   | 4   | 5   | 6   | 7        | 8   | 9   | Место | Очки |
| ----- | -------------- | ---------- | -------------- | - | --- | --- | --- | --- | --- | --- | -------- | --- | --- | ----- | ---- |
| 1953  | Частная заявка | Veritas RS | Veritas 2,0 L6 | D | АРГ | 500 | НИД | БЕЛ | ФРА | ВЕЛ | ГЕР Сход | ШВА | ИТА | —     | 0    |